# Bedele Zuria
Pour la ville, voir Bedele.
Bedele Zuria est un woreda de l'ouest de l'Éthiopie situé dans la zone Buno Bedele de la région Oromia. Woreda rural entourant le chef-lieu de la zone, il a 77 687 habitants en 2007.

## Origine et nom
L'Atlas of the Ethiopian Rural Economy montre l'étendue vers le nord de l'ancien woreda Bedele qui atteignait l'exclave sud de la région Benishangul-Gumuz au début des années 2000.
L'ancien woreda perd la partie nord de son territoire avec le détachement de Chewaka et Dabo Hana avant le recensement national de 2007. La ville de Bedele accède également au statut de woreda sous le nom de Bedele Town et le territoire restant prend le nom de Bedele Zuria, ou « Bedele Zuriya », ou encore « Badele Zuria ».
Bedele, Bedele Zuria, Chewaka et Dabo Hana font tous partie de la zone Illubabor de la région Oromia, jusqu'à la création de la zone Buno Bedele.

## Situation
Situé autour de la ville de Bedele, Bedele Zuria est bordé au nord-est par la rivière Didessa qui le sépare de la zone Misraq Welega. 
Bedele Zuria est limitrophe de la zone Jimma sur une courte distance en direction du sud.
| Dabo Hana             |              | Jimma Arjo |
| Dega                  | Bedele Zuria | Gechi      |
| Chora                 | Setema       |            |
| Enclave : Bedele Town |              |            |

## Population
Au recensement national de 2007, Bedele Zuria compte 77 687 habitants, sa population est entièrement rurale.
La majorité des habitants (54 %) sont musulmans, 28 % sont orthodoxes et 18 % sont protestants.
En 2022, sa population est estimée à 108 613 personnes avec une densité de population de 146 personnes par km2 et 745 km2 de superficie.